# John Muir (Indologe)

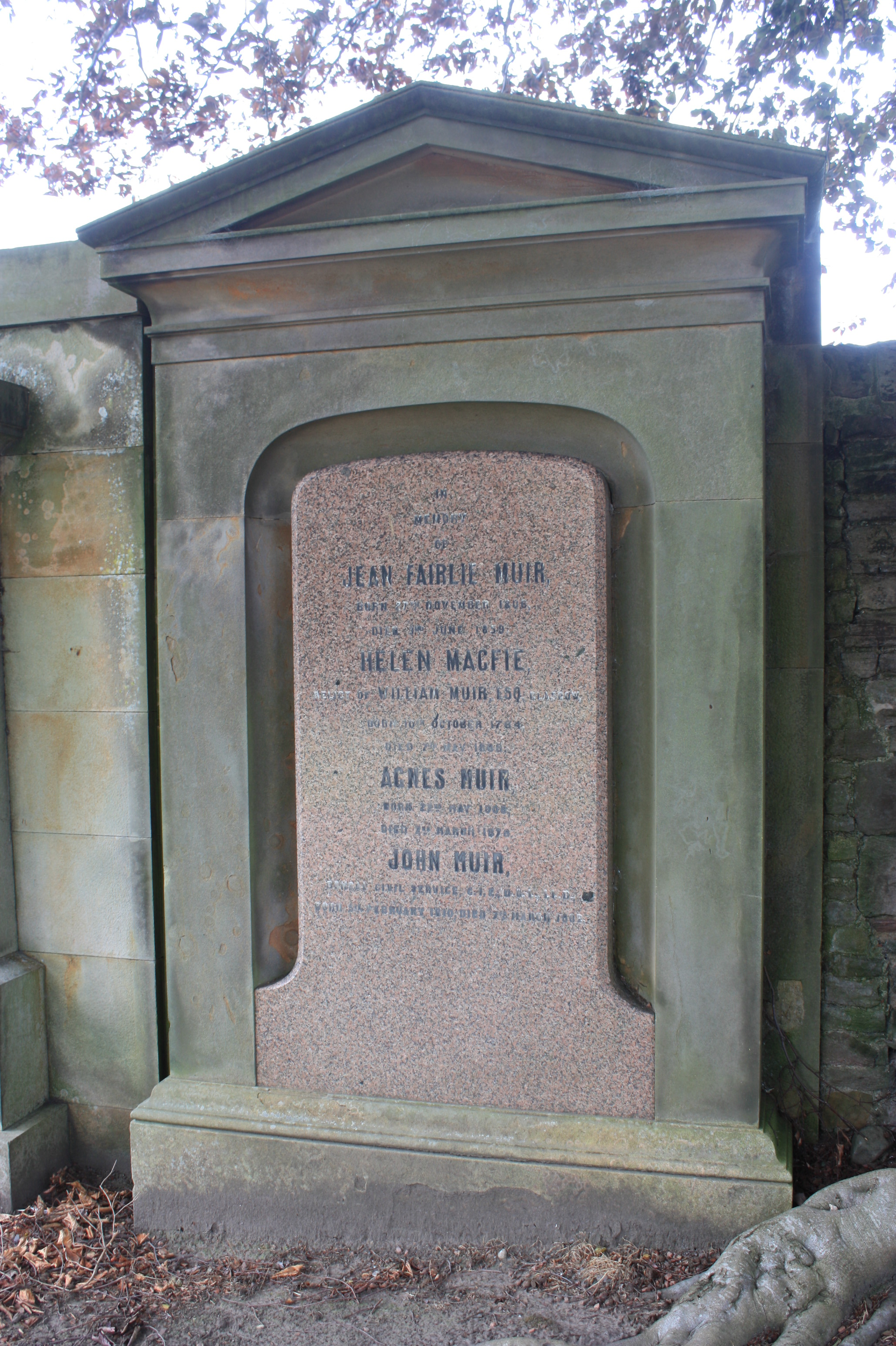
Das Grab von John Muir, Grange Cemetery, Edinburgh

John Muir (* 5. Februar 1810 in Glasgow; † 7. März 1882 in Edinburgh) war ein schottischer Sanskrit-Forscher und Indologe.

## Leben
John Muir war der ältere Bruder des Orientalisten und Islamwissenschaftlers William Muir (1819–1905). Seine Ausbildung erhielt John Muir an der Universität Glasgow und am East India College zu Haileybury bei Hertford. Er trat dann in den Dienst der Ostindischen Kompanie, kam 1829 nach Indien und arbeitete zunächst als Beamter in Bengalen. Bis 1853 blieb er in Indien und bekleidete verschiedene Posten in den Gerichts- und Steuerdepartements. Zuletzt war er Zivilrichter in Fatehpur. 1853 kehrte er nach Schottland zurück. Großes Verdienst erwarb er sich 1862 um die Gründung einer Professur für Sanskrit und vergleichende Sprachwissenschaft an der Universität zu Edinburg, zu welchem Zweck er dieser Schule die Summe von 4000 Pfund Sterling (später erhöht auf 5000 Pfund) überwies. Er starb am 7. März 1882 im Alter von 72 Jahren in Edinburgh.
Während seines Aufenthalts in Indien schrieb Muir eine Reihe kleinerer Abhandlungen über die wichtigsten Lehren des Christentums und der Religion überhaupt, teils englisch, teils in Sanskrit und anderen indischen Sprachen für den Gebrauch der indischen Bevölkerung. Seine große Kenntnis der altindischen Sprache, Literatur und Philosophie bewies schon sein 1839 in Kalkutta erschienenes Werk Matapariksha: Sketch of the argument for Christianity and against Hinduism, das den Zweck hatte, die gelehrten Inder für die christliche Religion zu gewinnen. Diesen Traktat überarbeitete er später und veröffentlichte ihn in einer umfangreicheren zweiten Auflage unter dem Titel Matapariksha, or examination of religions (2 Teile, Kalkutta 1852–54; in Sanskritversen mit englischer Übersetzung). Sein bedeutendstes wissenschaftliches Werk, Original Sanskrit texts on the origin and history of the people of India, their religion and institutions (5 Bände, London 1858–70, teilweise in 3. Auflage erschienen), ist eine Auswahl der wichtigsten Quellenbelege zur indischen Kultur- und Religionsgeschichte mit englischer Übersetzung. Eine hübsche Blumenlese indischer Sprüche sind seine Religious and moral sentiments metrically rendered from Sanskrit writers (London 1875).